# 生方信孝
生方 信孝（うぶかた のぶたか、1988年3月28日 - ）は、日本の元ラグビー選手。

## プロフィール
- 埼玉県出身[1]。
- ポジションはウィング(WTB)、スクラムハーフ(SH)。
- 身長 169cm、体重 82kg
- ニックネームはうぶ[2]。
- 7人制日本代表に選ばれたことがある[3]。

## 略歴
2006年、大東大一高校卒業後、大東文化大学に入る。
2010年、大東文化大学卒業後、Honda Heat(現・三重ホンダヒート)に加入。
2012年9月8日に行われたトップウェスト第1節の中部電力戦に先発出場で公式戦初出場を果たす。 
2022年、現役を引退した。